# 大山廃寺跡

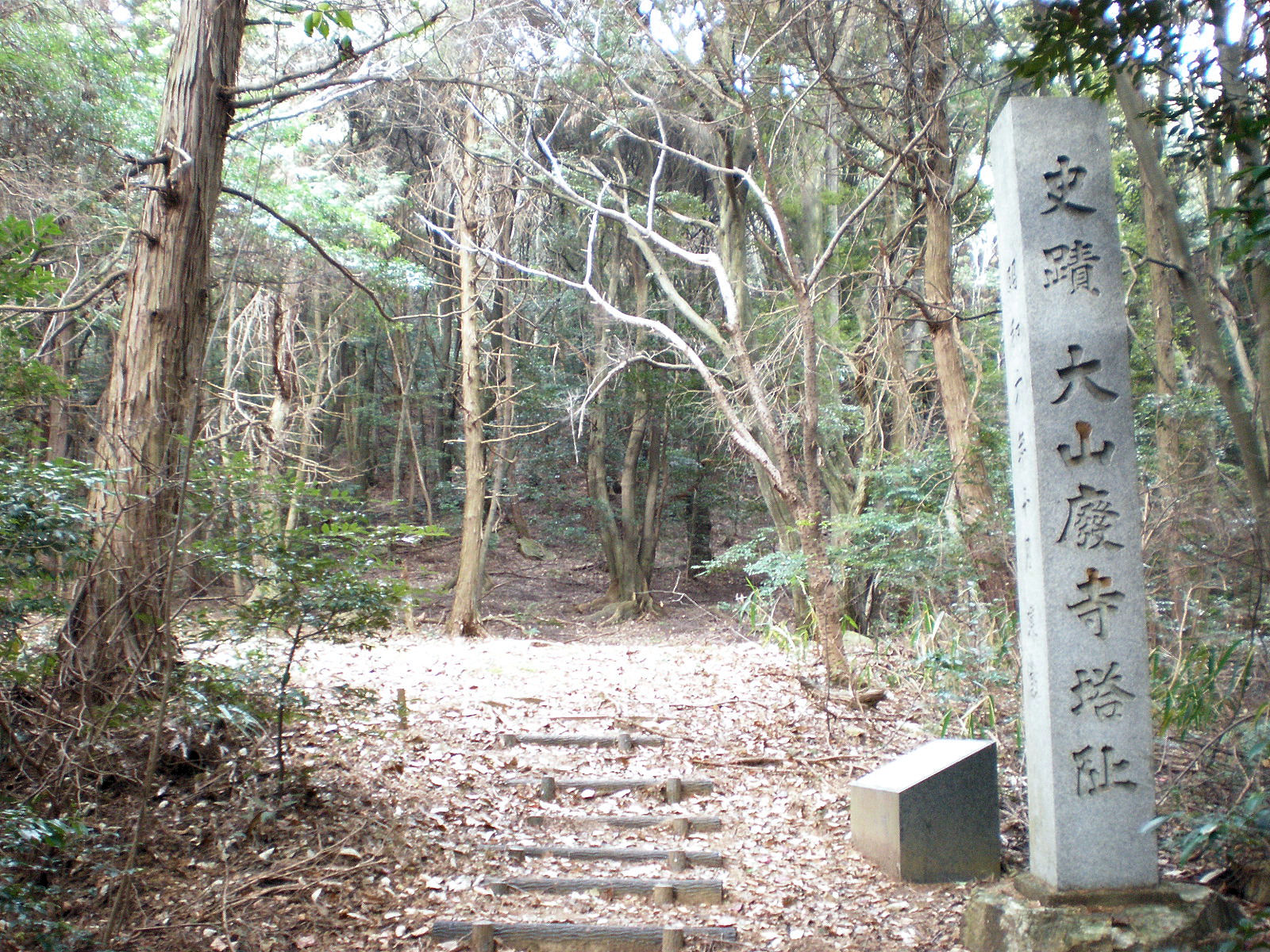
塔跡

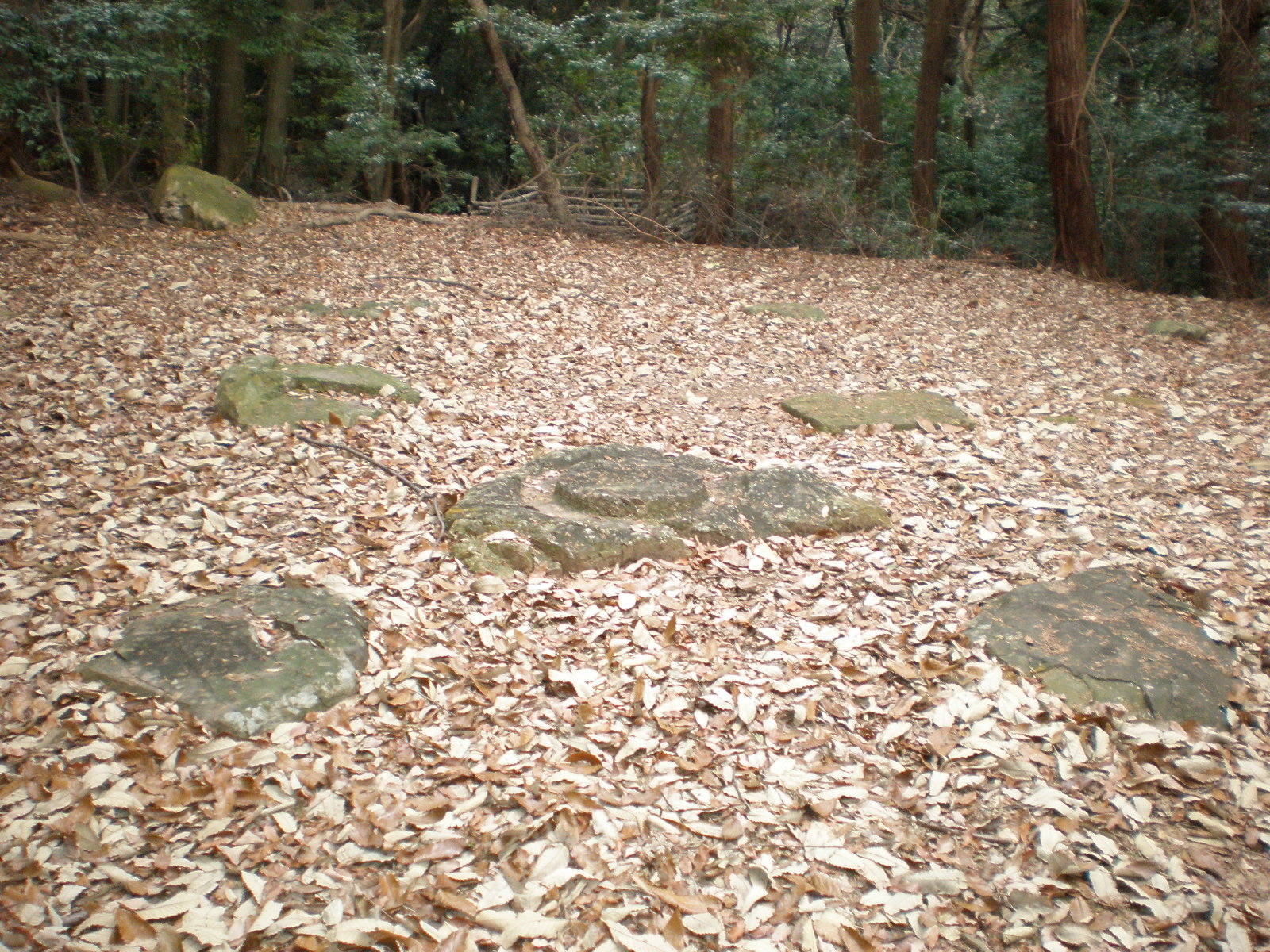
塔跡

大山廃寺跡（おおやまはいじあと）は、愛知県小牧市北東部の山中にかつて存在した寺院の跡である。

## 概要
正式な名称は「大山峰 正福寺」（おおやまみね しょうふくじ）。通称は「大山寺」（おおやまでら）。1929年（昭和4年）に国の史跡に指定されている。
建物などはまったく残っておらず、僧坊があったとみられる平たくなった所に、塔を支えるために設置されたと考えられている5つの礎石がある。また同寺と所縁がある児神社の境内から、近年になって平安時代の掘立柱建物3棟と中世の礎石建物2棟が見つかっている。一帯からは瓦や陶磁器なども多数見つかっているが、これらの遺物は現在小牧市歴史館に展示・保存されている。

## 歴史
創建は7世紀後半と考えられている。一時は「西の比叡山延暦寺、東の大山寺」と称されるほど隆盛を極めたが、1152年に比叡山延暦寺と三井寺との間に起きた法論の際、三井寺の僧徒によって襲撃され、寺は焼き討ちにあった。建物は跡形もなく焼き尽くされ、和尚と2人の稚児（子供の修行僧）が死亡した。以後細々と続いていたが、15世紀中頃に完全に廃絶した。

### 年表
- 7世紀後半 - 創建
- 1152年（仁平2年） - 三井寺の僧徒が正福寺を襲撃。寺が全焼。
- 1155年（久寿2年） - 児神社創建
- 15世紀中頃 - 廃絶
- 1571年（元亀2年） - 江岩寺創建
- 1928年（昭和3年） - 発掘調査。塔の礎石や瓦片などが見つかる。
- 1929年（昭和4年）12月17日 - 国の史跡に指定
- 1974年（昭和49年）～1978年（昭和53年） - 小牧市による本格調査。児神社で正福寺の平安時代と中世の建物跡が見つかる。これに合わせて史跡の範囲が拡大される。

## その他
正福寺の所蔵品と考えられている仏像や文化財が、大山廃寺跡から山を少し下った場所にある江岩寺に、多数所蔵されている。
大山廃寺跡を含む一帯地域は、愛知県の「自然環境保全地域特別地区」に指定されている。

## 所在地
- 愛知県小牧市大字大山字郷島・仲島

## 交通手段
- こまき巡回バスの「児神社前（ちごじんじゃまえ）」停留所下車、徒歩で約20分。

## 関連書籍
- 『まぼろしの大山廃寺展解説』 小牧市経済福祉部商工課/編（1972年）
- 『大山廃寺遺跡概説』 入谷哲夫/著（1973年）
- 『大山廃寺発掘調査中間概報1』 小牧市教育委員会/編（1975年）
- 『大山廃寺発掘調査中間概報2』 小牧市教育委員会/編（1976年）
- 『大山廃寺発掘調査中間概報3』 小牧市教育委員会/編（1977年）
- 『大山廃寺発掘調査中間概報4』 小牧市教育委員会/編（1978年）
- 『大山廃寺発掘調査報告書』 小牧市教育委員会/編（1979年）